# Marek Špilár
Marek Špilár (ur. 11 lutego 1975 w Stropkovie, zm. 7 września 2013 tamże) – słowacki piłkarz występujący na pozycji obrońcy, reprezentant Słowacji.

## Kariera piłkarska
Marek Špilár karierę piłkarską rozpoczął w juniorach Tesli Stropkov. Następnie w 1994 roku przeniósł się do Petra Drnovice. Ponieważ nie dał rady przebić się do podstawowego składu, przeniósł się do rodzimej ligi w Tatranie Prešov. Jednak pierwsze w swojej karierze trofea zaczął zdobywać, gdy w latach 1997–2000 grał w MFK Košice. Podczas występów w tym klubie zdobył w 1997 roku Superpuchar Słowacji, a w sezonie 1997/1998 sięgnął po mistrzostwo Słowacji. W 2000 roku wrócił do Gambrinus Liga, gdzie do 2002 roku ze zmiennym szczęściem grał w Baniku Ostrawa i Sigmie Ołomuniec. W 2003 roku przeniósł się do belgijskiego Club Brugge, gdzie występował do 2005 roku oraz odnosił największe sukcesy w swojej piłkarskiej karierze: 2-krotnie mistrzostwo Belgii (2003, 2005), Puchar Belgii (2004) oraz dwukrotnie Superpuchar kraju (2003, 2005). W 2006 roku przeniósł się do Nagoya Grampus, gdzie w 2007 roku zakończył karierę piłkarską.

## Statystyki i przebieg kariery klubowej
| Sezon                    | Klub                     | Rozgrywki                | Mecze | Bramki |
| ------------------------ | ------------------------ | ------------------------ | ----- | ------ |
| 1993/94                  | Petra Drnovice           | Gambrinus Liga           | 1     | 0      |
| 1994/95                  | Petra Drnovice           | Gambrinus Liga           | 1     | 0      |
| 1995/96                  | Tatran Prešov            | Superliga                | 27    | 0      |
| 1996/97                  | Tatran Prešov            | Superliga                | 26    | 6      |
| 1997/98                  | MFK Košice               | Superliga                | 25    | 0      |
| 1998/99                  | MFK Košice               | Superliga                | 25    | 0      |
| 1999/00                  | MFK Košice               | Superliga                | 25    | 3      |
| 2000/01                  | Banik Ostrawa            | Gambrinus Liga           | 23    | 0      |
| 2001/02                  | Banik Ostrawa            | Gambrinus Liga           | 7     | 0      |
| 2001/02                  | Sigma Ołomuniec          | Gambrinus Liga           | 8     | 0      |
| 2002/03                  | Club Brugge              | Eerste klasse            | 6     | 0      |
| 2003/04                  | Club Brugge              | Eerste klasse            | 8     | 0      |
| 2004/05                  | Club Brugge              | Eerste klasse            | 5     | 0      |
| 2005/06                  | Club Brugge              | Eerste klasse            | 12    | 0      |
| 2006                     | Nagoya Grampus           | J-League                 | 21    | 1      |
| 2007                     | Nagoya Grampus           | J-League                 | 3     | 0      |
| Łącznie w Gambrinus Liga | Łącznie w Gambrinus Liga | Łącznie w Gambrinus Liga | 40    | 0      |
| Łącznie w Superlidze     | Łącznie w Superlidze     | Łącznie w Superlidze     | 128   | 9      |
| Łącznie w Eerste klasse  | Łącznie w Eerste klasse  | Łącznie w Eerste klasse  | 31    | 0      |
| Łącznie w J-League       | Łącznie w J-League       | Łącznie w J-League       | 24    | 1      |
| Łącznie w Ligat ha'Al    | Łącznie w Ligat ha'Al    | Łącznie w Ligat ha'Al    | 223   | 10     |

## Kariera reprezentacyjna
Marek Špilár karierę reprezentacyjną rozpoczął od występów w młodzieżowej reprezentacji Słowacji. W dorosłej reprezentacji zadebiutował w 1997 roku. Łącznie w reprezentacji rozegrał 30 meczów.
| Reprezentacja narodowa | Rok     | Występy | Gole |
| ---------------------- | ------- | ------- | ---- |
| Słowacja               |         |         |      |
| 1997                   | 11      | 0       |      |
| 1998                   | 12      | 0       |      |
| 1999                   | 1       | 0       |      |
| 2000                   | 0       | 0       |      |
| 2001                   | 0       | 0       |      |
| 2002                   | 6       | 0       |      |
| Łącznie                | Łącznie | 30      | 0    |

## Śmierć
Marek Špilár dnia 7 września 2013 roku w Stropkovie w wieku 38 lat popełnił samobójstwo skacząc przez okno swojego mieszkania na piątym piętrze.

## Sukcesy

### MFK Košice
- Mistrz Słowacji: 1998
- Superpuchar Słowacji: 1997

### Club Brugge
- Mistrz Belgii: 2003, 2005
- Puchar Belgii: 2004
- Superpuchar Belgii: 2003, 2005